# 深井結己
深井 結己（ふかい ゆうき）は、日本の漫画家。岡山県出身。
1991年、『分水嶺』（「愛の体験スペシャルvol.14」）でデビュー。レディースコミック系雑誌『麗人』（竹書房）を主な舞台として、BL（ボーイズラブ）作品を多く発表している。
『どこでもいっしょ』のトロのファンで、ホームページにも関連コーナーを開いている。

## 作品リスト
- 海が教えてくれた（1994-95年、Rouge、竹書房、単行本：1996年、竹書房）
- 祈る人
- 楕円少年
- 俺はあなたの犬だから
- 祈る人2
- レディ・マニッシュ
- きみが居る場所
- 砂の下の水脈